# NGC 2090
NGC 2090 est une galaxie spirale située dans la constellation de la Colombe. NGC 2090 a été découverte par l'astronome écossais James Dunlop en 1826.

## Caractéristiques
La classe de luminosité de NGC 2090 est III et elle présente une large raie HI.

### Distance
Sa vitesse par rapport au fond diffus cosmologique est de944 ± 5 km/s, ce qui correspond à une distance de Hubble de 14,7 ± 1,03 Mpc (∼47,9 millions d'al).
À ce jour, 51 mesures non basées sur le décalage vers le rouge (redshift) donnent une distance de 13,018 ± 1,409 Mpc (∼42,5 millions d'al), ce qui est à l'intérieur des valeurs de la distance de Hubble. Puisque cette galaxie est relativement rapprochée du Groupe local, il est probable que cette valeur soit plus près de la distance réelle de NGC 2090. Notons que c'est avec la valeur moyenne des mesures indépendantes, lorsqu'elles existent, que la base de données NASA/IPAC calcule le diamètre d'une galaxie.

### Morphologie

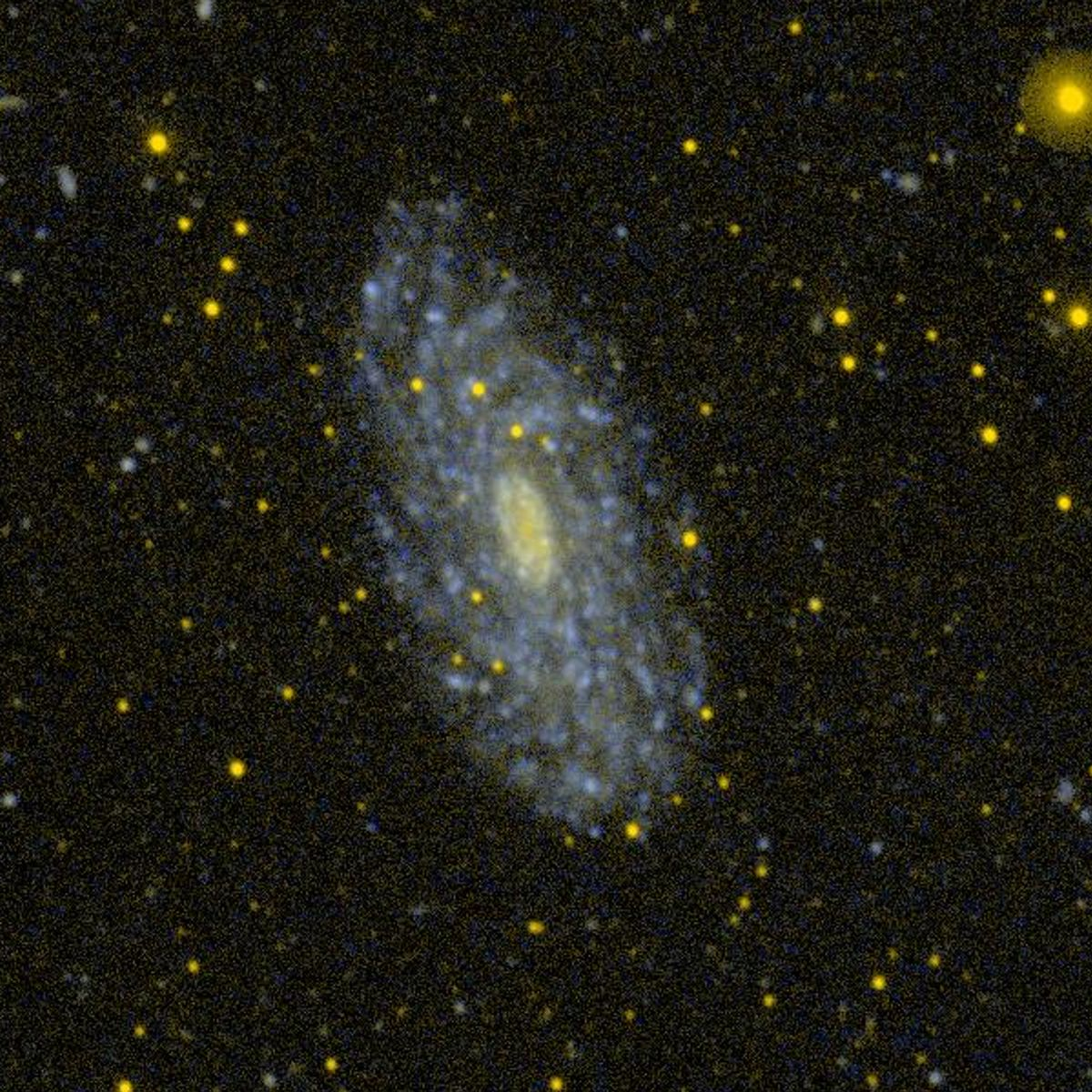
NGC 2090 en ultraviolet par le télescope spatial GALEX.

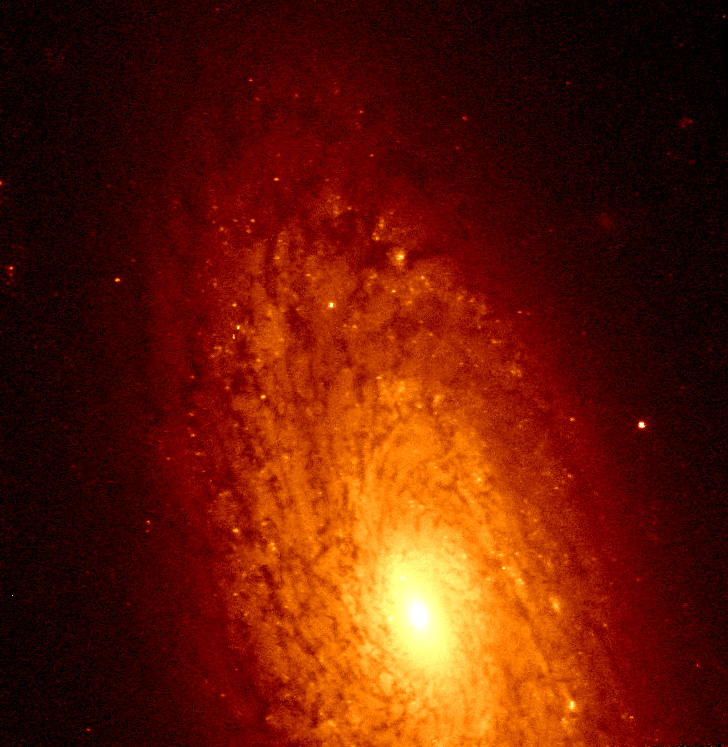
NGC 2090 par le télescope spatial Hubble.

NGC 2090 a été utilisée par Gérard de Vaucouleurs comme une galaxie de type morphologique SA(rs)c dans son atlas des galaxies,.
Eskridge, Frogel et Pogge ont publié un article en 2002 décrivant la morphologie de 205 galaxies spirales ou lenticulaires rapprochées. Les observations ont été réalisées dans la bande H de l'infrarouge et dans la bande B (le bleu). Selon Eskridge et ses collègues, NGC 2090 est de type SABb dans la bande B et Sb dans la bande H. Le bulbe de NGC 2090 est condensé au centre et ne présente aucune trace de barre. NGC 2090 présente deux bras spiraux de grand style. Ces bras sont bien définis et ils s'enroulent sur plus de 360 degrés avant de s'estomper. Il y a seulement quelques nœuds dans les bras intérieurs et les bras extérieurs deviennent irréguliers.